# Heraclia kivuensis
Heraclia kivuensis là một loài bướm đêm trong họ Noctuidae.